# 다마키구치촌
다마키구치촌(玉置口村)은 와카야마현 히가시무로군에 있던 촌이다. 현재의 신구시에 해당한다.

## 지리
기이반도 남부의 산간부에 위치하고 있었다.

## 역사
- 1889년 4월 1일 - 정촌제 시행에 의해 4개 촌의 구역을 가지고 성립하였다.
- 1956년 9월 30일 - 고구치촌, 미쓰노촌, 구주촌,, 시키야촌의 일부와 합병해 구마노가와정이 되어 동일 다마키구치촌은 폐지되었다.

## 참고문헌
- 角川日本地名大辞典 30 和歌山県